# Међународна кривична дела
Међународна кривична дела (у ужем смислу) су кривична дела прописана Женевским конвенцијама (ратни злочин, злочин против човечности, злочин против мира) и Конвенцијом о спречавању и кажњавању злочина геноцида (геноцид) којима су инкриминисана најгрубља кршења међународног хуманитарног права. Поред ових, постоји и низ других међународних конвенција којима се даје заштита најважнијим добрима човечанства (на пример споменицима културе), као и уређују питања међународног тероризма, апартхејда и слично.